# اضطراب اقلیت
اضطراب اقلیت (به انگلیسی: Minority Stress) به معنای اضطراب مزمن و شدیدی است که اعضای اقلیت‌هایی که در جامعه مورد فشار، تحقیر، یا بدنامی قرار می‌گیرند با آن روبرو می‌شوند. دلایل ایجاد اضطراب اقلیت متنوع است و از میان آن‌ها می‌توان به برخوردار نبودن از پشتیبانی اجتماعی یا پایین‌تر بودن طبقهٔ اقتصادی-اجتماعی اقلیت مزبور اشاره کرد. ولی مهم‌ترین علت ایجاد اضطراب اقلیت، تعصب بین‌فردی و تبعیض در جامعه است. مطالعات علمی بسیاری نشان داده‌اند که اعضای اقلیت‌ها غرض ورزی و تعصب فراوانی را تحمل می‌کنند که با گذر زمان منجر به بروز واکنش‌های اضطرابی (مانند افزایش فشار خون، دل‌واپسی) شده و در نهایت منجر به آسیب‌دیدن سلامت روانی و جسمی فرد می‌گردد. نظریهٔ اضطراب اقلیت با بررسی تحقیق‌های علمی انجام شده در این زمینه، تلاش می‌کند توضیح دهد که چگونه وضعیت‌های دشوار اجتماعی منجر به اضطراب مزمن و آسیب سلامت اعضای یک اقلیت می‌شود. این مطالعات برای روان‌شناسان یا مقامات رسمی بهداشت عمومی که خواهان درک بهتر این معضل و کاهش اختلاف میان میزان سلامت اقلیت‌ها و اعضای جامعه هستند، اهمیت فراوان دارد.